# Styrax neblinae
Styrax neblinae là một loài thực vật có hoa trong họ Bồ đề. Loài này được (Maguire) P.W.Fritsch mô tả khoa học đầu tiên năm 2004.